# Gem Archer

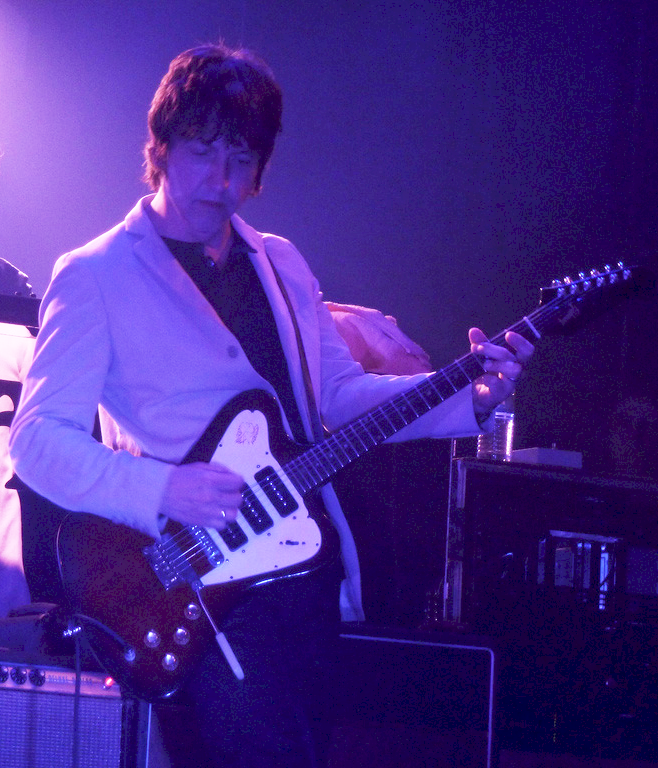
Gem Archer

Colin Murray (Gem) Archer (Durham (Engeland)), 7 december 1966) is de gitarist van de Britse rockband Oasis. Na de opheffing van Oasis in 2009, gingen de overige leden van Oasis verder als  Beady Eye, die eind 2014 stopten. In 2015 stapte gitarist Tim Smith uit Noel Gallagher's High Flying Birds en werd Archer vaste gitarist van de band. Eerder was hij gitarist en zanger in de band Heavy Stereo. Nadat Oasis in augustus 2024 bekend maakte weer bij elkaar te komen voor reünieconcerten, bleek in 2025 Archer ook weer deel uit te maken voor de vaste lineup van de band. 
De Nederlandse band GEM noemde zich, na een optreden van Oasis in Hamburg bezocht te hebben, naar deze gitarist.
- Gemeinsame Normdatei: 1249483476
- MusicBrainz: 7ac9c157-960e-43bb-880d-da1f13fcc5c4
- Nationale Bibliotheek van Tsjechië: xx0098276
- Virtual International Authority File: 90620810